# Ugni molinae
Ugni molinae (sinònims: Myrtus ugni, Eugenia ugni) és un arbust natiu de Xile i zones adjacents del sud de l'Argentina. Els indígenes Maputxe li diuen unyi. El seu hàbitat és la selva de Valdivia.

## Descripció
És un arbust de fulla persistent 30 a 170 cm d'alt. Les fulles són oposades i ovals de 1a 2 cm de llarg i 1 a 1, cm d'ample. Les flors fan un cm de diàmetre. El fruit és una baia comestible d'un cm de diàmetre, madura a la tardor.
Juan Ignacio Molina va ser el primer a descriure-la el 1782. Va ser introduït a Anglaterra el 1844 i va passar a ser la fruita favorita de la reina Victòria.

## Usos
També és planta ornamental. Es cultiva a petita escala i és la base del licor anomenat Murtado, també es menja cuit en melmelades i altres preparacions amb sucre. Es cultiva també a Nova Zelanda